# Підбережжя
Підбереж — село Долинської громади Калуського району Івано-Франківської області України.

## Історія
У податковому реєстрі 1515 року в селі документується піп (отже, уже тоді була церква), зруйнований млин і 11 ланів (близько 275 га) оброблюваної землі.
У 1939 році в селі проживало 1120 мешканців (1090 українців, 20 латинників, 10 євреїв).

## Сучасність
Зразкове село із самодостатнім бюджетом.

## Населення

### Мова
Розподіл населення за рідною мовою за даними перепису 2001 року:
| Мова       | Кількість | Відсоток |
| ---------- | --------- | -------- |
| українська | 1378      | 99.71%   |
| російська  | 7         | 0.29%    |
| Усього     | 1385      | 100%     |

## Уродженці
- Головатий Володимир Васильович (1993—2022) — старший лейтенант Збройних Сил України, учасник російсько-української війни, що загинув у ході російського вторгнення в Україну в 2022 році.
- Мамаєв Володимир Володимирович (1976—2022) — молодший сержант Збройних Сил України, учасник російсько-української війни, що загинув у ході російського вторгнення в Україну в 2022 році. Народився у м. Херсон (Українська Радянська Соціалістична Республіка) та похований в селі Підбережжя.
- Савчин Володимир Дмитрович (1989—2022) — солдат Збройних Сил України, учасник російсько-української війни, що загинув у ході російського вторгнення в Україну в 2022 році.